# ليزلي بيثل
ليزلي بيثّل (بالبرتغالية: Leslie Bethell‏) هو مؤرخ برازيلي، ولد في 12 فبراير 1937 في إنجلترا في المملكة المتحدة.